# Gewoon spitskopje
Het gewoon spitskopje (Conocephalus dorsalis) is een rechtvleugelig insect uit de familie sabelsprinkhanen (Tettigoniidae), onderfamilie Conocephalinae.

## Kenmerken
Mannetjes bereiken een lengte van 13 tot 16 millimeter, de vrouwtjes zijn 14 tot 18 mm lang. De lichaamskleur is groen, over de bovenzijde van het lichaam is een brede, lichtomzoomde bruine tot bruinrode band aanwezig, die loopt van de voorzijde van de kop over het halsschild en de vleugels. Het gewoon spitskopje is een kortvleugelige soort waarbij de vleugels bij vrouwtjes tot ongeveer de helft van het achterlijf reiken, bij de mannetjes zijn ze iets langer. Soms komen lang gevleugelde exemplaren voor. De mannetjes hebben cerci die naar achteren steken, ze hebben in het midden van de cerci een uitsteeksel aan de binnenzijde zodat de ze in verbinding staan. Het vrouwtje is te herkennen aan de lange, relatief donkere en omhoog gekromde legboor. Opvallend zijn de rode tot lichtbruine ogen.

### Onderscheid met andere soorten
Van de grote spitskop en het zuidelijk spitskopje is de soort te onderscheiden aan de meestal korte vleugels, de twee eerstgenoemde soorten zijn langgevleugeld. Mannetjes hebben een sterkere uitstulping aan de achterlijfspunt en vrouwtjes hebben een relatief korte maar sterker omhooggekromde legbuis.

## Verspreiding en habitat
De sprinkhaan komt in grote delen van Europa voor en is te vinden in de gehele Benelux, in zuidelijk België en noordelijk Nederland is de soort minder algemeen. De habitat bestaat uit vochtige biotopen met een dichte vegetatie zoals moerassen, slootkanten en vochtige graslanden.

## Levenswijze
Het gewoon spitskopje is eenmaal volwassen actief gedurende de maanden juli tot oktober, de mannetjes laten zich vooral horen tussen elf uur in de ochtend en zeven uur in de avond. Het geluid bestaat uit een zoemgeluid afgewisseld met zich snel herhalende tikken. Omdat het geluid zeer hoog en zacht is kan de soort het best worden opgespoord met een vleermuisdetector.

## Afbeeldingen

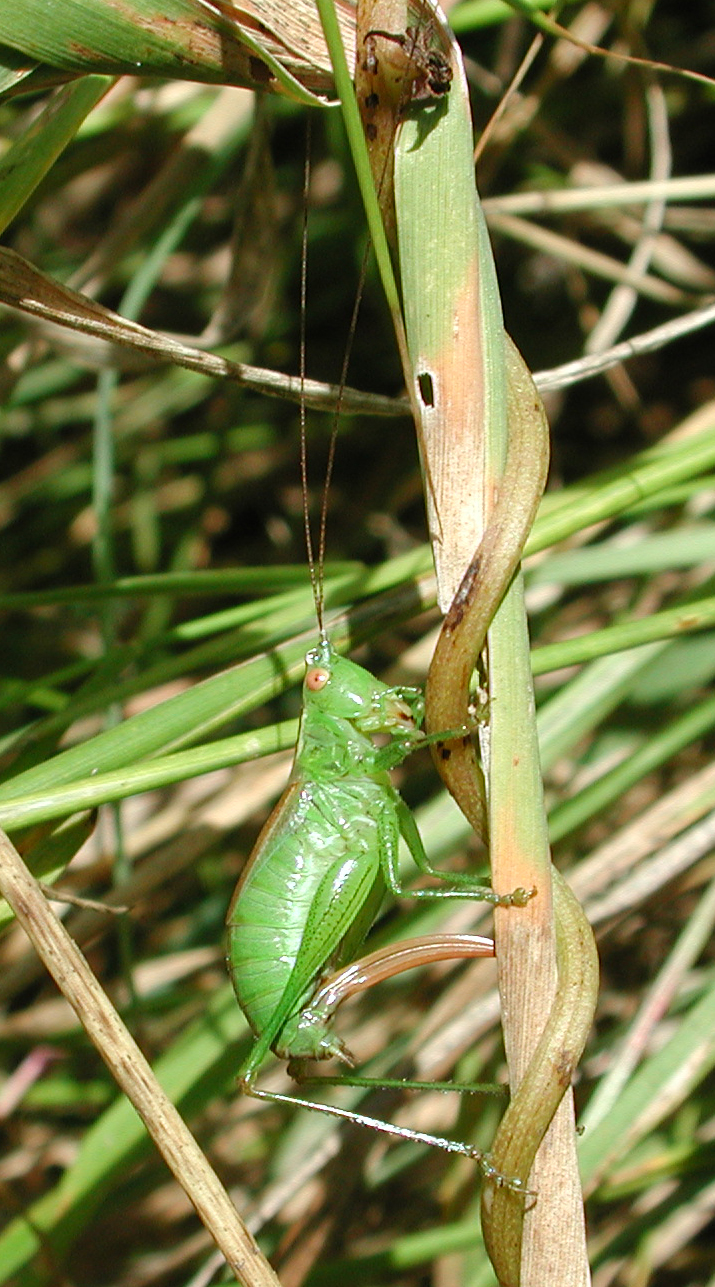
Eierleggend vrouwtje.
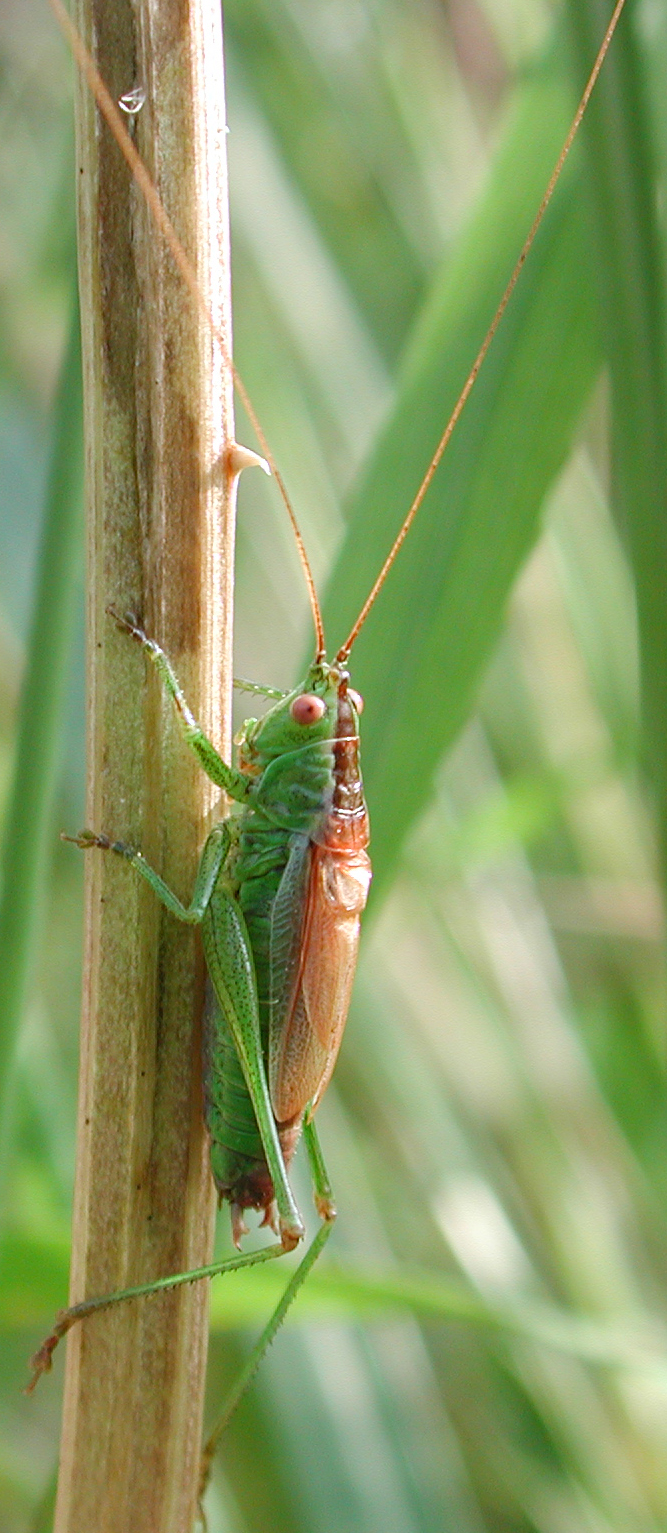
Mannetje.
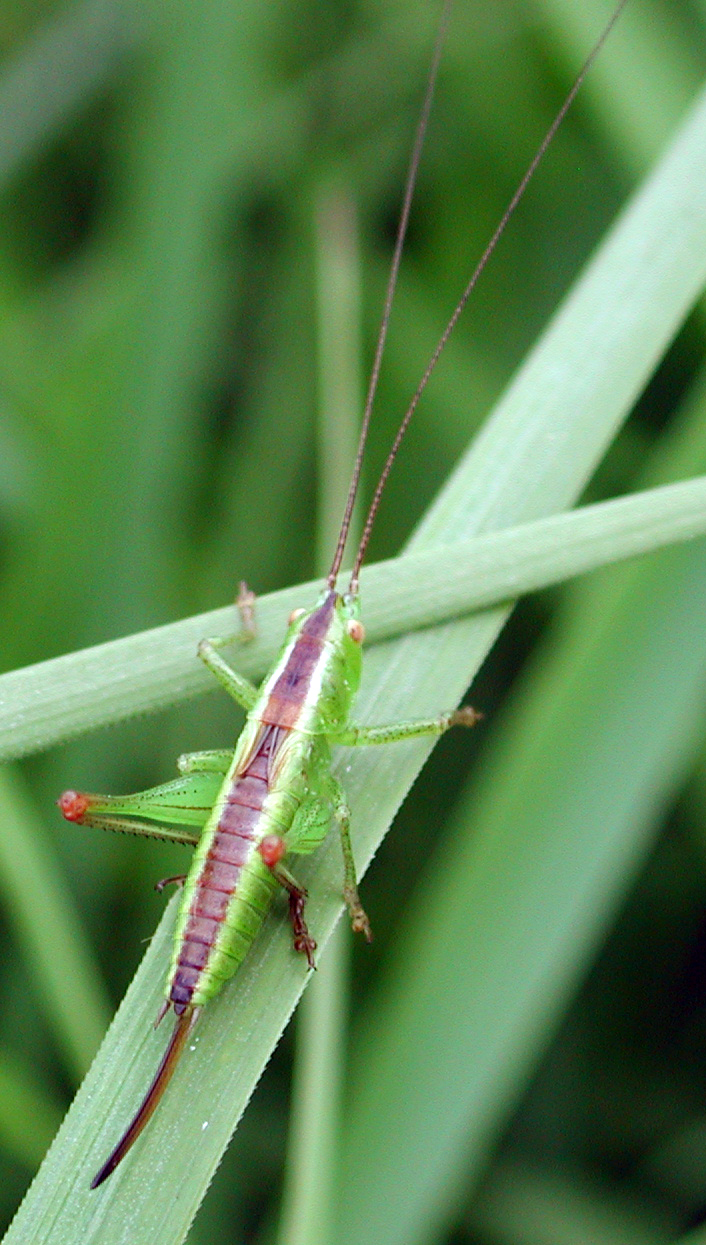
Vrouwtje.